# Bisdom Imola
Het bisdom Imola (Latijn: Dioecesis Imolensis; Italiaans: Diocesi di Imola) is een in de Italiaanse metropolitane stad Bologna (regio Emilia-Romagna) gelegen rooms-katholiek bisdom met zetel in de stad Imola. Het bisdom behoort tot de kerkprovincie Bologna, en is, samen met het aartsbisdom Ferrara-Comacchio en het bisdom Faenza-Modigliana suffragaan aan het aartsbisdom Bologna.
Het bisdom Imola werd opgericht in de 4e eeuw. De latere paus Pius VII was van 1785 tot zijn pausverkiezing in 1800 bisschop van Imola en ook de latere paus Pius IX was hier van 1832 tot zijn verkiezing tot paus in 1846 bisschop.

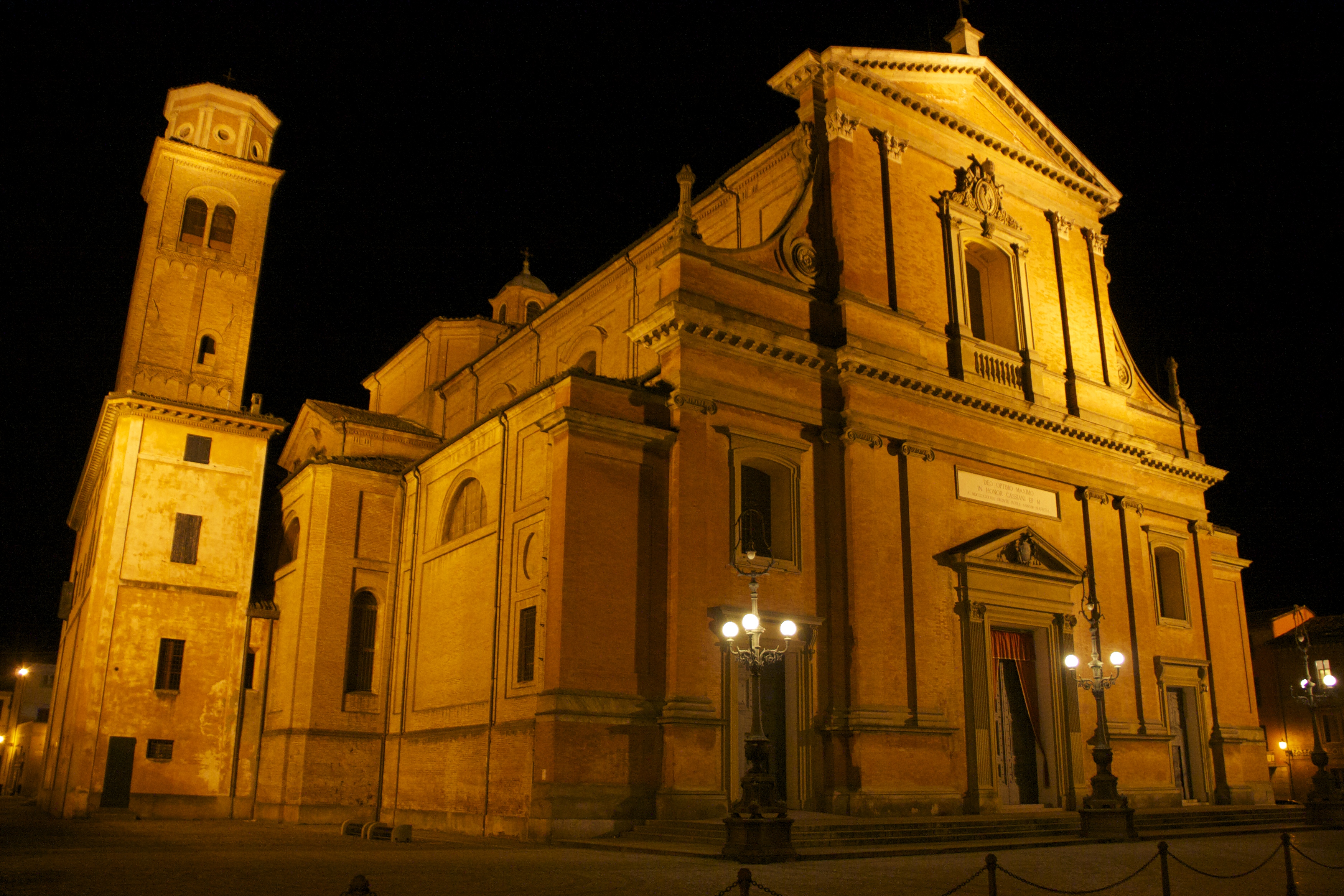
Kathedraal van Imola
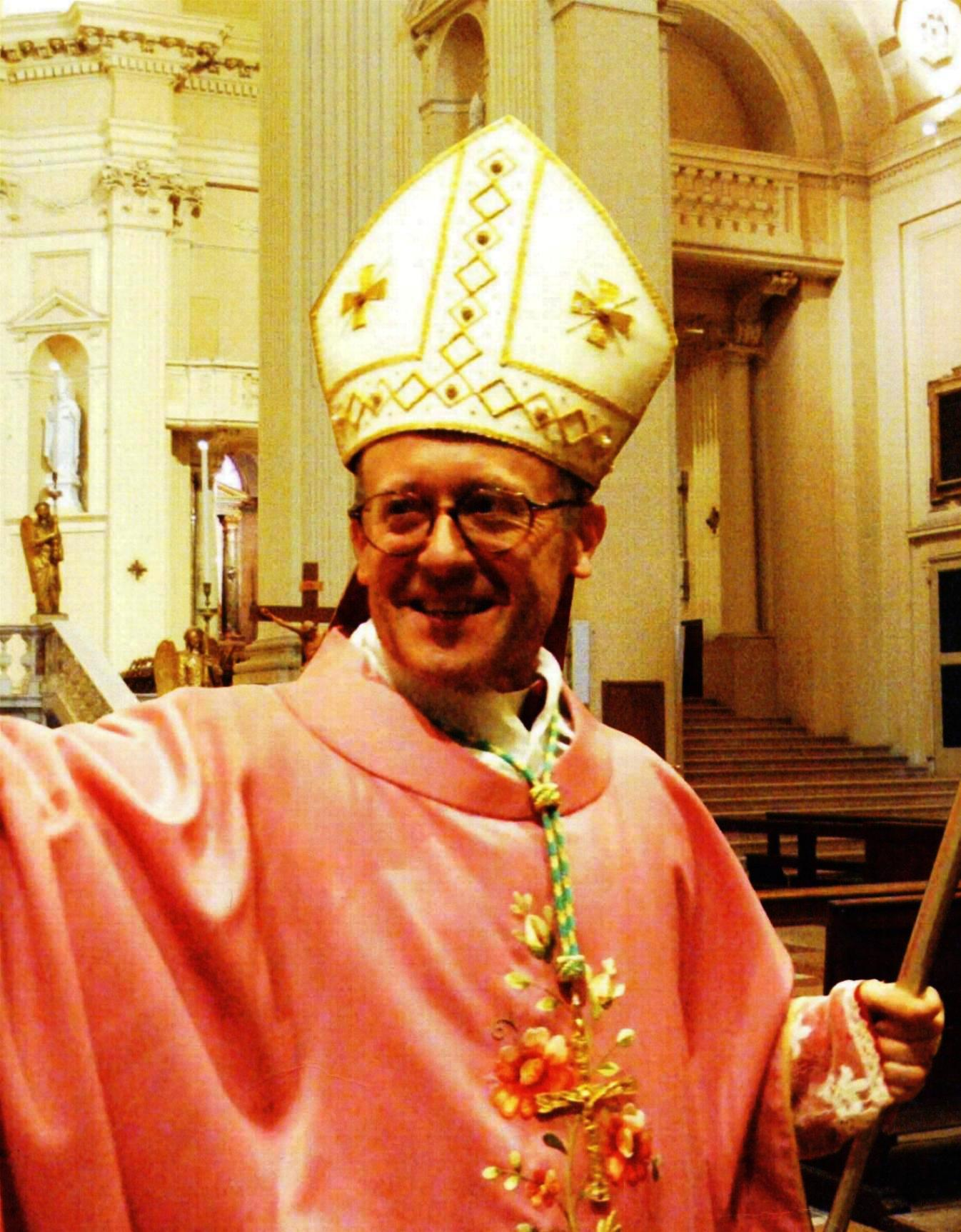
Bisschop Tommaso Ghirelli